# Gajret
Društvo Gajret je bilo kulturno-prosvjetno društvo muslimana u Bosni i Hercegovini, Sandžaku i Srbiji.

## Gajret u Bosni i Hercegovini
Gajret je bilo društvo za potpomaganje muslimana učenika srednjih i visokih škola u Bosni i Hercegovini, Austro-Ugarskoj, a kasnije i Jugoslaviji. Osnivači Gajreta su bili Edhem Mulabdić i Safvet-beg Bašagić, koji su bili i osnivači časopisa Behar. 

### Osnivanje
Osnivanje Gajreta 1903. bilo je rezultat rada inteligencije okupljene oko časopisa Behar. Ideja o pokretanju društva potekla je 1900. od braće Defterdarević, Ahmed-bega i Ibrahim-bega, koji su pripadali prvoj generaciji fakultetski obrazovanih Bošnjaka. Kako je tadašnja vlast u Beču, prekinula stipendiranje bošnjačke djece, ukazala se mogućnost za osnivanja jednog društva koje će stipendirati siromašne učenike osnovnih i srednjih škola. Ubrzo su izrađena i pravila društva, ali se ideja o osnivanju društva nije realizirala zbog bojazni od slabog odziva i nezainteresovanosti širih krugova bošnjačkog naroda. Prvom sastanku u vezi osnivanja društva prisustvali su Safvet-beg Bašagić i Edhem Mulabdić, ali i Hajdar Fazlagić, Salih Aličehić, Šerifović, Ahmed Šćeta, Sejdali-beg Filipović, koji je kao novinar bio zadužen da rezultate sastanka priopći javnosti. Postoje dvije verzije o tome kako je društvo dobilo ime. Prema prvoj, ime mu je nehotice dao Riza-beg Kapetanović podstičući druge pri sakupljanju dobrovoljnih priloga za đake koji su ostali bez stipendije riječima: Ha, gajret, braćo, ako Boga znate. Prema drugoj verziji, ime društvu dao je Safvet-beg Bašagić na jednoj od prvih sjednica Privremenog odbora. Riječ gajret arapskog je podrijetla i znači trud, nastojanje ili pomoć.
Pri sastavljanju pravila, odboru su poslužila pravila Prosvjete, ranije odobrena od vlasti. Krajem 1902. odbor je po sastavljanju pravila poslao molbu vlastima za osnivanje društva. Vlada nije našla nikakvih prepreka te je 12. siječnja 1903, usvojila i odobrila nacrt pravila društva. Inicijalni odbor za osnivanje Gajreta je u časopisima Behar i Bošnjak uputio poziv na upisivanje u društvo. U pozivu je došla do izražaja spoznaja o zajedničkim interesima Bošnjaka: drvo na drvo se naslanja, a čovjek na čovjeka. I mi muslimani u Bosni i Hercegovini prisiljeni smo, da se među se potpomažemo, nikad svi zajedno nemamo na koga da se oslonimo. Mi smo ostavljeni sami sebi, teško će drugi za nas osjetiti našu bol.
Osnivačka skupština Gajreta je održana 20. veljače 1903. godine u čitaonici, u sarajevskom naselju Bentbaša. Skupštini je prisustvovalo oko 100 ljudi, među kojima i izaslanik vlasti Eduard Koszler. Uz činovnike, učitelje i nekoliko trgovaca, skupštini su prisustvovali i brojni sarajevski vjerski autoriteti, a među njima i reis-ul-ulema Mehmed Teufik Azabagić.
S obzirom na to da Zemaljska vlada nije imala nikakvog učešća u osnivanju Gajreta, ona ga je željela odgoditi za povoljnije vrijeme, jer je sumnjala da ga neće podržati šire bošnjačke mase poznavajući njihov stav o suvremenom školovanju, iako joj je odgovaralo osnivanje takvog društva jer bi odvuklo bošnjačke studente od stipendija Prosvjete i Napretka. Osnivanje nacionalnih kulturno-prosvjetnih društava bilo je u skladu s politikom tadašnje vlasti, jer je time onemogućavana bliža suradnja između naroda u Bosni i Hercegovini. Vlast je isto tako strahovala da bi Gajret mogao postati politički centar okupljanja, a nisu postojali s obzirom na postojanje Prosvjete i Napretka, ni formalni razlozi da se ne dozvoli rad društva. Zbog nemogućnosti javnog protivljenja osnivanju Gajreta, akcija vlade svela se na zakulisne radnje i odane ljude. Ipak, vlast nije imala nikakvog razloga za negodovanje jer su u upravu Gajreta ušli ljudi koji su politički bili daleko od opozicije. Sami članovi Glavnog odbora dali su garanciju vlasti da će društvo ostati u rukama ljudi odanih režimu.
Pokret za vjersku i vakufsko-mearifsku autonomiju otvoreno se suprotstavio osnivanju Gajreta zbog nepovjerenja prema svemu što se odvijalo izvan njihove borbe i mimo njihove kontrole. Postojale su i sumnje da formiranje društva režira vlast. Oštre zamjerke upućene su i na 3. član Statuta Gajreta, prema kojem se materijalna pomoć daje samo učenicima srednjih i viših škola u Bosni i Hercegovini i Austro-Ugarskoj, čime su izostavljeni studenti teoloških zavoda, prije svega u Istanbulu i Kairu.
I sam reis-ul-ulema Azabagić, bio je protiv osnivanja Gajreta, ali se našao u delikatnoj situaciji jer su isti stav zastupali i predstavnici pokreta za autonomiju. Osnivanje Gajreta izazvalo je interes i oduševljenje i u krugovima izvan Sarajeva. Njegovo formiranje razriješilo je i dilemu o potrebi prihvatanja suvremenog obrazovanja i znanosti, te predstavlja jedan od značajnijih zaokreta u novijoj povijesti Bošnjaka. S druge strane, osnivanje Gajreta predstavljalo je i samostalno istupanje mlađe generacije inteligencije oslobođeno od režimskog utjecaja, za razliku od ranijih bošnjačkih akcija na kulturnom planu u austro-ugarskom periodu. 
Osnivanje Gajreta razriješilo je i dilemu o potrebi prihvatanja suvremenog obrazovanja i znanosti, te predstavlja jedan od značajnijih zaokreta u novijoj povijesti Bošnjaka.

### Djelovanje
Na kulturno-prosvjetnom planu, djelatnost Gajreta bila je, zbog manjka financijskih sredstava, ograničena na izdavanje stipendija. Izdavačka djelatnost pokrenuta je izdavanjem kalendara. Rad društva bio je ometan nesuglasicama u Glavnom odboru, do kojih je došlo već poslije druge redovne skupštine kada su ga napustili Halid-beg Hrasnica, Fehim ef. Spaho, Mehmed Džemaludidin ef. Čaušević i Avdaga Šahinagić. Sukobi su kulminirali pred održavanje četvrte redovne sjednice skupštine kada je blagajnik Fehim ef. Spaho, uz podršku revizora, stupio u štrajk, što je protumačeno kao pokušaj obaranja vodećih ljudi iz Glavnog odbora, prije svega Safveta-bega Bašagića. Sukob je riješen kompromisom.
Usporedo s aktivnostima naprednjaka, iz pokreta za autonomiju razvila se politička stranka MNO. Osim vjerskih, u prvi plan istakla je i gospodarska i politička pitanja. Novim programom MNO je proširila svoju bazu i dobila podršku većine Bošnjaka. Na osnovu proširenog programa, MNO je svoju pažnju usmjerila i ka rješavanju kulturno-prosvjetnih pitanja, nastojeći pridobiti neutralni dio bošnjačkog naroda i inteligencije, te eliminirati utjecaj naprednjaka. Prvi konkretan korak bila je odluka MNO donesena na sastanku u Mostaru, na kojem je usvojen prijedlog Ali-bega Firdusa da se Gajretu pomogne tako što će se preko miletskih odbora propagirati upisivanje novih članova. Ova odluka naišla je na simpatije i širok odziv u svim krugovima. U Gajret se za nekoliko dana upisalo 1.200 novih članova, uključujući dobar dio MNO-a, čime se članstvo udvostručilo. Najveći je odziv bio u Mostaru gdje su se za par dana upisala 163 nova člana.
Potez MNO-a naišao je na simpatije naprednjaka koji su ga protumačili kao poziv na zajednički rad i okupljanje svih bošnjačkih snaga, bez obzira na političke stavove, u rješavanju problema od zajedničkog interesa. Dio naprednjaka, na čelu sa Safvetom- begom Bašagićem, nastojao je sredinom 1907. postići sporazum s MNO, nudeći joj usluge i pomoć u ostvarenju programa; do toga nije došlo zbog sukoba oko Gajreta.
Vođstvo MNO željelo je preuzeti društvo u svoje ruke, te iz njega odstraniti uticaj naprednjaka. Na zaključku donesenom 31. svibnja 1907. u Budimpešti, MNO je zahtijevao od miletskih odbora da upišu što više članova u Gajret, kako bi društvo prešlo u "narodne ruke" radi službe "narodnim željama i intencijama". Ovaj zaključak naišao je na žestoku reakciju Gajreta koji je izdao Otvoreno pismo Slavnom Egzekutivnom odboru muslimanskog naroda. Nakon toga, Safvet-beg Bašagić je u novinama Musavat napadan kao politički protivnik "narodnog pokreta" i aneksionaš, dok su kritike bili pošteđeni ostali članovi Glavnog odbora, posebno Mulabdić i Hodžić, koji su, prema Musavatu, imali punu podršku i povjerenje narodnih predstavnika.
Peta redovna skupština održana je u prostorijama Društvenog doma u Sarajevu 5. lipnja 1907. u napetoj atmosferi. Skupštini je prisustvovalo oko 1.000 članova, od čega preko 300 izvan Sarajeva. U cilju osiguranja većine svojih pristalica na skupštini, MNO je pozvao članove svojih pododbora na savjetovanje koje je održano dan ranije na Ilidži . Ipak, dan ranije sklopljen je sporazum prema kojem su naprednjaci pristali da se povuku iz uprave Gajreta pod uslovom da se na kandidacionu listu novog odbora stave Mulabdić i Hodžić. Skupština je protekla mirno i bez incidenata, uz nastojanje učesnika da se izbjegnu sukobi i optužbe, te da se skupštini da pomirljiv ton.
Prelazak Gajreta u ruke MNO u određenom se smislu pozitivno odrazio na ovo društvo. Povećanje broja članova (4.082 krajem 1907.) stvorilo je svestranije mogućnosti ispunjavanja kulturno-prosvjetnih i humanih ciljeva društva. Međutim, sljedeće godine broj članova pao je na 1.445, iz razloga što je veliki dio novih članova upis smatrao stranačkom obvezom koju je nakon preuzimanja društva smatrao okončanom. Jedan od značajnijih poteza nove uprave Gajreta, bilo je pokretanje časopisa Gajret, a sve radi redovnijeg informiranja o radu društva. Prvi broj, pod uredništvom Edhema Mulabdića, izašao je 15. kolovoza 1907. godine. Iako prvobitno koncipiran da služi u društvene svrhe, list Gajret je dolaskom Osmana Đikića na mjesto glavnog i odgovornog urednika 1909. prerastao u književni časopis, koji je odigrao značajnu ulogu u književnom i prosvjetnom formiranju muslimanske čitalačke publike. Utjecaj MNO na rad društva došao je do izražaja pri imenovanju novih ili smjenjivanju starih povjerenika što je naišlo na otpor naprednjaka. Kako pokušaji izbacivanja naprednjaka iz Gajreta često nisu bili uspješni, u mnogim mjestima postojala su po dva povjerenika. U nastojanju da se poboljša organizacijska struktura i poboljšaju financijske prilike, na šestoj skupštini donesena je odluka o formiranju pododbora.
Zemaljska vlada u Bosni i Hercegovini je pridavala veliki značaj Gajretu. Često je slala iscrpna izvješća Zajedničkom ministarstvu financija. Vlada je, kao i naprednjaci, bila ogorčena sastavom novog Glavnog odbora u kojem su mahom bili zastupljeni srbofili. Neraspoloženju vlade prema Gajretu doprinosili su i nagovještaji, bez stvarne osnove, o spajanju Prosvjete i Gajreta, te namjeri nove uprave o dodjeli stipendija za školovanje u Beogradu. Zemaljska vlada tražila je od Zajedničkog ministarstva financija, da se u novi tekst Statuta uvrsti i odredba o izričitom isključenju politike iz rada društva, što je ministarstvo odbilo.

#### Od aneksije do Prvog svjetsko rata
Gubljenje pozicija naprednjaka u Gajretu nije dovelo do njihovog odricanja i povlačenja iz društva. Naprotiv, oni su godišnju zabavu Gajreta u Tešnju od 24. do 26. kolovoza 1908. iskoristili za osnivanje svoje Muslimanske napredne stranke. Na čelo stranke postavljen je Ademaga Mešić, a kao glasilo stranke pokrenut je list Muslimanska svijest.  Oni su preko listova Bošnjak i Muslimanske svijest, a uz podršku Hrvatskog dnevnika vodili kampanju protiv nove uprave Gajreta, prenaglašavajući pro-srpsku orijentaciju i tendencije u društvu. Uprava Gajreta optuživana je da stipendije dijeli samo onim učenicima iste nacionalne i političke orijentacije, te da se pretvara u dispozicioni fond za propagandu srpske politike. Napadi naprednjaka naročito su se pojačali pred šestu redovnu skupštinu 1908. godine, s namjerom da se poljulja ugled odbora.
Na šestoj redovnoj skupštini, održanoj 10. lipnja 1908, ponovo su ubjedljivu pobjedu ostvarile pristalice MNO. Ubrzo nakon toga Osman Đikić je postavljen na mjesto tajnika. Vlast je u Đikićevom dolasku vidjela jačanje srpskih tendencija u društvu, te namjeru MNO da se još jače istakne opozicioni karakter Gajreta.
Kada je 1908. godine nastupila aneksija Bosne i Hercegovine imala je za posljedicu nova pregrupiranja i polarizaciju unutar bošnjačkog građanskog pokreta i stranki. MNS se na skupštini održanoj 31. siječnja 1910. reorganiziran u Muslimansku samostalnu stranku, napustivši otvorenu hrvatsku nacionalnu identifikaciju. Ugašen je list Muslimanska svijest, a pokrenuta Muslimanska sloga. I pored toga, samostalci su za većinu Bošnjaka predstavljali oportunistički i pro-režimski elemenat, te nisu uspjeli privući šire slojeve niti ugroziti poziciju MNO. Priznavanje aneksije i napuštanje opozicionog stava od strane MNO doveli su do nezadovoljstva mlađih aktivista okupljenih oko Musavata, koji se pod vođstvom Đikića, Smail-aga Ćemalovića i Husage Ćišića izdvajaju i pokreću list Samouprava kao organ muslimanske demokratske struje. Takva situacija imala je odraza i na Gajret u kojem su dojučerašnji suradnici postali ogorčeni neprijatelji. To se posebno odrazilo na Đikića, urednika Samouprave, čiji je kritički stav prema Musavatu i prvacima MNO prouzrokovao kampanju MNO protiv njega, pa se čak postavljalo i pitanje opstanka Gajreta.
U Samoupravi je izražavana netrpeljivost prema hrvatskom nacionalnom pokretu i zagovarano održavanje muslimansko-srpskog saveza. Demokrati su smatrali da je održavanje tog saveza nemoguće dok vođstvo muslimana u svojim rukama drži begovat, koji svoje interese poistovjećuje s općim muslimanskim. 
Đikić je nastojao svoje političko angažovanje odvojiti od rada u društvu. Njegovo uređivanje lista Gajret bilo je lišeno nacionalne propagande, a političkim protivnicima odgovarao je isključivo preko Samouprave. I pored toga, politički protivnici su istom žestinom napadali i Gajret i Đikića. Sukobi su uzeli takvog maha da su pojedini odbornici direktno radili protiv interesa društva. U kampanji koja se protiv Đikića, koji je optuživan da zbog političke aktivnosti zapostavlja poslove u Gajretu, vodila preko Musavata učešće su uzeli i neki članovi Glavnog odbora. Da bi se umirila javnost i opovrgnule takve optužbe, Glavni odbor je formirao komisiju, koja je trebala ispitati Đikićev rad. Zaključak komisije bio je da su optužbe neosnovane. Kampanja protiv Đikića, u kojoj su zajednički učestvovali MNO i MSS, naročito se intenzivirala pred Gajretovu skupštinu 1911. godine. 
I pored toga, na skupštini su pobjedu izvojevali demokrati. Zasluga za pobjedu pripadala je Đikiću, koji je zajedno s Ćemalovićem organirao učenike i druge pristalice iz Mostara i na taj način osigurao većinu na skupštini.  Izazvan pisanjem tiska, Glavni odbor je dao izjavu u kojoj se podvlači muslimanski karakter društva, te se navodi da nema mjesta bilo kakvoj političkoj aktivnosti. Upućen je apel muslimanskom tisku da se suzdrži od napada na Gajret. Ni ova izjava Glavnog odbora nije imala većeg odjeka. Fuzionisanjem MNO i MSS u kolovozu 1911. u Ujedinjenu muslimansku organizaciju napadi na Gajret postaju još žešći, a vode se preko lista Zeman, novoformiranog organa UMO. Kulminaciju sukoba predstavljala je 10. skupština Gajreta, na kojoj je UMO nastojala preuzeti društvo. Komentirajući skupštinu, list Gajret ukazivao je na štetnost političkog podvajanja i njegovog unošenja u društvo, ali se u nacionalnom pogledu usprotivio prodiranju hrvatske nacionalne orijentacije. Zbog raspuštanja skupštine nije izabran ni Glavni odbor, te je zakazana izvanredna skupština za 1. rujan 1912. godine.
Kako su svi pokušaji sporazuma propali, sukobljene strane nastojale su na skupštini izboriti većinu. U strahu od većih izgreda, vlast je koncentrisala jake policijske snage u obližnjoj Ajas karauli. Na skupštini je prisutno bilo oko 800 učesnika, među kojima i veliki broj iz provincije, naročito protivnika UMO iz Mostara i Konjica. Do očekivanog sukoba nije došlo jer je jednoglasno prihvaćen prijedlog Sarića da obje strane izaberu po tri predstavnika koji će se saglasiti o zajedničkoj listi. Nijedna strana nije dobila što je u potpunosti htjela, pa su pristalice UMO bile oduševljene polovičnim uspjehom, smatrajući da je iz Gajreta istjerana srpska propaganda jer među izabranim odbornicima nije bilo nijednog Srbina nacionaliste. I demokrati su bili zadovoljni sporazumom, uz konstataciju da su se politički sukobi negativno odražavali na razvoj Gajreta, čiji je broj članova bio minimalan u poređenju s muslimanskim stanovništvom. Istakli su i da zajednički rad treba proširiti na sve Gajretove jedinice, ne samo Glavni odbor.
I pored postignutog sporazuma, UMO nije uspjela zadobiti značajnije pozicije u Glavnom odboru. Mjesto predsjednika zadržao je Sarić, a Halilbašić je zahtijevao da mjesto potpredsjednika pripadne UMO, nudeći za tu poziciju sebe ili Bašagića. Međutim, ovaj prijedlog je odbijen voljom većine. Zbog te odluke Zeman je nastavio kritizirati Gajret.
Posljednja skupština u austro-ugarskom periodu, održana je 1913., ali je raspuštena zbog političkih sukoba. Došlo je čak i do fizičkog obračuna, a povod je bio izbor članova Glavnog odbora. Pošto su pokušaji formiranja kompromisne liste propali, Sarić je predložio da se za brojače glasova odrede Husaga Ćišić, Hamid Svrzo, Derviš Hadžioman i Abdulah Mešić, što je od strane UMO shvaćeno kao provokacija jer je među predloženim bilo izrazito pro-srpski nastrojenih ličnosti. U tuči koja je uslijedila nakon toga, lakše je povrijeđeno, prema nekim navodima, 10 osoba, među kojima i Bašagić. Intervencijom policije skupština je prekinuta. Tom prilikom demolirana je i sala Društvenog doma, a naknadu štete preuzeo je Gajret.
U javnosti su iznošene različite vijesti o daljoj sudbini Gajreta: nagađalo se o njegovom potpadanju pod vakufsku upravu, raspuštanju ili postavljanju komesarijata od strane vlasti. Dalje postojanje dovedeno je u pitanje jer su dezorijentirani članovi, pododbori i povjerenici obustavljali rad. Društvom je nastavio upravljati Glavni odbor izabran 1912. godine, ali su njegovi pokušaji konsolidacije bili neuspješni.

#### Raspuštanje
Godina 1914. je bila sudbonosna za Gajret. Odmah poslije sarajevskog atentata društvo je raspušteno i predato na upravljanje Vakufsko-mearifskom saborskom odboru. Kao formalna izlika poslužilo je to što je Glavni odbor prekoračio svoja ovlaštenja produživši svoj mandat bez održavanja skupštine. To je značilo likvidaciju društva. Na dan preuzimanja od strane Vakufsko-mearifskog saborskog odbora, 2. kolovoza 1914. godine, imovina Gajreta iznosila je 554 krune u gotovom novcu i 84.342 krune uložene u bankovnim knjižicama, te neznatan dio uložen u akcijama Muslimanske trgovačke i poljodjeljske banke u Tešnju i Islamske dioničke štamparije u Sarajevu. Broj članova koji su izvršavali svoje dužnosti iznosio je 757 (od toga 258 u Sarajevu, 156 u Mostaru, 107 u Tešnju, 53 u Gacku, 46 u Gračanici i 22 u Žepču). Vakufsko-mearifski odbor nastavio je dijeliti stipendije, ali u ograničenom broju s obzirom na ratne prilike.
Stvarni razlog likvidacije Gajreta ležao je u pro-srpskoj orijentaciji društva, koja je sve jasnije bila izražena nakon dolaska Đikića i njegovih sljedbenika 1909. I većina članova Glavnog odbora poslije 1910. u nacionalnom se smislu deklarisala Srbima. Povjerljivom depešom od 1. srpnja 1914. Potiorek, guverner Bosne i Hercegovine, obavijestio je Ratni kabinet u Beču o potrebi saniranja prilika "ne samo kod srpske Prosvjete, nego takođe i kod analognog muslimanskog društva Gajret, koje je čitavo palo u ruke nekih muslimana koji se deklariraju kao radikalni Srbi". Već 3. srpnja ministar Leon Biliński odobrio je Potioreku da u okviru oštrih mjera protiv Srba obuhvati i Gajret. Najistaknutiji muslimani srpske orijentacije našli su se na udaru represivnih mjera od strane režima. Među prvim uhićenim bio je tajnik Gajreta Avdo Sumbul. U svim veleizdajničkim procesima koji su u Bosni i Hercegovini vođeni prvih godina rata, nalazili su se i muslimani nacionalno opredijeljeni kao Srbi.
Od 1923 do 1941 godine predsjednik Gajreta je Avdo Hasanbegović. Godine 1945. Gajret se uklapa u Preporod, novoosnovano muslimansko društvo.

## Gajret u Sandžaku i Srbiji
Gajret je na području Sandžaka i Srbije počeo djelovati 1920. godine i imao je veliki utjecaj na obrazovanje bošnjačke omladine. Gajret je prvobitno nastao na teritoriji Bosne i Hercegovine i prvih sedamnaest godina djelovao je samo u tim granicama. Poslije dva desetljeća od osnivanja u Sarajevu, njegova organizacija proširena je i na teritoriju Sandžaka, jer je postojala potreba za školovanjem i kulturnim uzdizanjem muslimanske omladine i u krajevima izvan Bosne i Hercegovine u kojima je živjelo bošnjačko stanovništvo. Na području Sandžaka, Gajret je najprije djelovao u Priboju, a potom i u Novom Pazaru, Prijepolju, Novoj Varoši, Pljevlju, Sjenici, Bijelom Polju ali i na području Srbije, u Beogradu. Pored spomenutih mjesta Gajret je pokušavao osnovati svoja povjereništva i pododbore u manjim mjestima, ali su svi oni bili kratkog vijeka. Tako je došlo do imenovanja povjerenika u Beranu, Brodarevu i Rožaju, ali se nisu mogli održati. Iako je u Rožaju postojao mjesni odbor, on zbog svoje neaktivnosti nije mogao dograditi ni svoj dom iako mu je Glavni odbor nudio potrebni novac za dogradnju.
Gajret je u Sandžak pokušavao s otvaranjem čitaonica prema svom programu rada. tako je 1925. osnovana čitaonica u Pljevljima, Prijepolju i Novoj Varoši 1929. godine i nešto kasnije i u Sjenici. Ponegdje su one bili jedini kulturni centri, a uprava Gajreta je računala da će one biti značajan čimbenik saživljavanja naroda s njim i njegovom ideologijom, kao i za što češća sastajanja i kontakte Gajretovih radnika i članova radi izmjene mišljenja, održavanja predavanja, pokretanja raznih akcija kulturno-prosvjetnog značaja. Svaka od ovih čitaonica imala je i svoju knjižnicu sa skromnim fondom knjiga koje su stajale na usluzi članovima, a bile su također pretplaćene na veći ili manji broj listova i časopisa. Tako je 1940. Gajretova čitaonica u Pljevljima pored dobro opremljene knjižnice imala tamburaški orkestar, diletantsku sekciju i potrebnu opremu za organizaciju zabava. Zahvaljujući akciji pljevljanskih studenata te godine čitaonica je dobila preko 200 knjiga koje su kupljene u Beogradu. Upravu nad Gajretovim čitaonicama u Sandžaku imali su mjesni odbori, a imovina čitaonica pripadala je Gajretu dok su troškove izdržavanja snosili članovi čitaonice. Pored čitaonica, Gajret se zalagao i za održavanje analfabetskih tečajeva, pa je u njegovoj organizaciji održano nekoliko tečajeva opismenjavanja u Prijepolju, Brodarevu, Novom Pazaru kao i više popularnih predavanja.
Osim rada na kulturno-prosvjetnom radu i pomaganju bošnjačke omladine, Gajret je poduzimao izvjesne akcije na osposobljavanju za rad i ženske muslimanske omladine. Tako je došlo do otvaranja i Ćilimarske škole u Novom Pazaru. Ova škola je bila osnovana na prijedlog Glavnog odbora, koji je za otvaranje ove škole u novopazarskom mjesnom odboru stavio na raspolaganje izvjesnu svotu novca i vunu prvoklasnog kvaliteta, prikupljenu u okolini. Škola je zvanično otvorena 10. veljače 1923. godine i nosila je naziv Gajretova ćilimarska škola. Godine 1940. škola je imala 36 učenica.
Gajret je u Beogradu Osman Đikić osnovao 1923. godine s ciljem da pomaže muslimansku omladinu iz Bosne i Hercegovine na Sveučilištu u Beogradu i drugim visokim školama u tom gradu. Osnivanje su inicirali ugledni bošnjački javni radnici u Beogradu i na taj način omogućili da se jedan veliki broj muslimana studenata upiše i školuje. Gajret je u Beogradu nastavio kulturno-prosvjetnu misiju sarajevskog Gajreta. Omogućio je da jedan broj te omladine, naročito one ženske, nastavi i završi sveučičišne studije. Za te potrebe u Beogradu je sagrađen Gajretov studentski dom "Osman Đikić" 1932. godine. Kroz njega je prošlo nekoliko stotina studenata, uglavnom muslimana. Među njima su Meša Selimović, Ćamil Sijarić, Mehmed Begović, Midhat Šamić, Avdo Humo, Zija Dizdarević, Džemal Bijedić, Hamdija Ćemerlić, Hamza Humo, Nedim Filipović i mnogi drugi.
Naročito je velika zasluga Beogradskog Gajreta u školovanju bošnjačke ženske omladine, i u tome je veliku ulogu imalo osnivanje ženskog internata 1926. godine u kome su bile smještene djevojke sa dosta pristojnim uslovima življenja. Tako je 1930/31. godine bilo svega sedam muslimanki na svim sveučilištima u Jugoslaviji, dok je 1938/39. godine Gajret u Beogradu izdržavao 28 muslimanki, od 36 koliko ih je pohađalo nastavu na fakultetima Beogradskog univerziteta. Beogradski Gajret je odigrao nemjerljivu ulogu u emancipaciji ženske omladine, izvlačeći je iz siromaštva i podređenog položaja da u Beogradu iskorači na pozornicu društvenih i kulturnih zbivanja.

## Predsjednici
| #   | ime                                       | u uredu | u uredu |
| --- | ----------------------------------------- | ------- | ------- |
| 1.  | Safvet-beg Bašagić(1870. – 1934.)         | 1903.   | 1907.   |
| 2.  | Mahmud-beg Fadilpašić (1853./54. – 1912.) | 1907.   | 1909.   |
| 3.  | Hasan ef. Hodžić (1873. – 1936.)          | 1909.   | 1909.   |
| 3.  | Mustaj-beg Halilbašić(? – 1930.)          | 1909.   | 1910.   |
| 4.  | Hilmi ef. Hatibović (1870. – 1944.)       | 1910.   | 1911.   |
| 5.  | Sakib ef. Korkut(1884. – 1929.)           | 1911.   | 1911.   |
| 6.  | Ibrahim ef. Sarić (1882. – 1939.)         | 1911.   | 1912.   |
| 7.  | Hasan ef. Hodžić (1873. – 1936.)          | 1919.   | 1920.   |
| 8.  | Alija Kurtović (1880. – 1956.)            | 1920.   | 1923.   |
| 9.  | Avdo Hasanbegović (1888. – 1943.)         | 1923.   | 1927.   |
| 10. | Hajdar Čekro (1885. – 1940.)              | 1927.   | 1928.   |
| 11. | Avdo Hasanbegović (1888. – 1943.)         | 1928.   | 1941.   |

## Financiranje Gajreta
Izvori prihoda Gajreta su bili razni. Financirao se iz članarina, legata, poklona i zavještanja, dobrovoljnih priloda, prihoda od društvenih knjiga i novina, prihoda od raznih artikala koje je Gajret izdavao, ulaznica za zabave i slične programe, od tombole. Dobrovoljni prilozi mogli su se ubirati u novcu i naturi (žito, suho voće i sl.). Za priloge u novcu koristila se svaki mogući način: druženja, svadbe, mevludi, tevhidi, zabave, teferiči. Značajan izvor prihoda bio je i od kurbanskih kožica koje su se prikupljale za Kurban bajram. Društvo je povremeno dobivalo poklone u vidu nekretnina i novca. Prihode Gajretu donosili su i njegovi utemeljači, koji su stupanjem u Gajret prilagali tom prilikom značajna sredstva.

## Vanjske povezice
- Sto godina „Preporoda“ (1903. – 2003.)